# Língua kashaya
Kashaya (ou Pomo do Sudoeste, ou Kashia) é a língua de uma parte do povo indígena Pomo, cujo lar histórico é o litoral do Pacífico no que hoje é o condado de Sonoma, Califórnia. A língua está severamente ameaçada de extinção, sasim com o as demais língua pomoanas. Essas línguas pomoanas foram classificadas como parte das línguas hocanas., embora esses status de “hokanas” seja controverso. O nome Kashaya corresponde a palavras das línguas das vizinhanças com significados de "habilidoso" e "jogador esperto".  É falada por menos de 50 pessoas do “Bando Kashia de índios Pomo de Stewarts Point Rancheria”.

## Fonologia

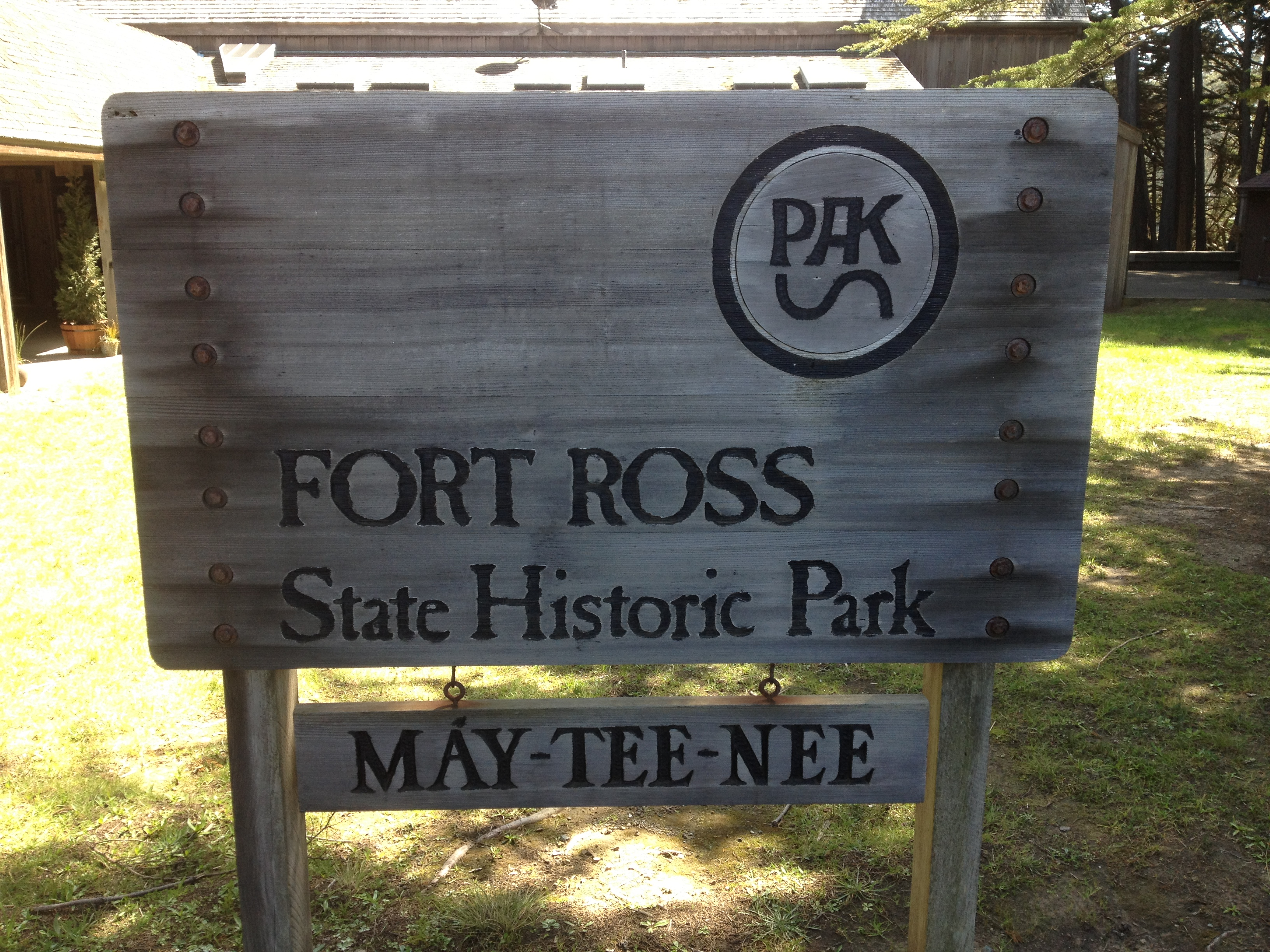
Parte Histórico Estadual de Fort Ross – placa com nome do local em Kashaya /mé•ṭiʔni/, anglicizado como “May-tee-nee”

### Vogais
Kashaya tem cinco  vogais que podem ser curtas ou longas. Na ortografia estabelecida por Robert Oswalt, as vogais longas s]ao marcadas com um ponto no alto. (•).
|          | Curta     | Curta    | Longa     | Longa |
| Anterior | Posterior | Anterior | Posterior |       |
| -------- | --------- | -------- | --------- | ----- |
| Fechada  | i         | u        | iː        | uː    |
| Média    | e         | o        | eː        | oː    |
| Aberta   | a         | a        | aː        | aː    |

A extensão é contrativa em pares de palavras como: ʔihya "osso" versus ʔihya: "vento",  dono "montanha, colina" versus dono: "subindo a colina".

### Consoantes
As consoante Kashaya estão na tabela que se segue, conforme descrição fonológica de Oswalt (1961). A letra c representa a africada /t͡ʃ/, que se comporta como uma palatal oclusiva. As oclusivas coronais não diferem muito na localização do contato contra o céu da boca como na configuração da língua. A oclusiva dental t é descrita por  Oswalt (1961) como pós dental nos falantes mais idosos, mas interdental entre os mais jovens mais fortemente influenciados pela língua inglesa, algo como na pronúncia de  /θ/. Essa dental oclusiva tem uma articulação laminal que pode ser mais bem representada como /t̻/. A alveolar oclusiva ṭ item uma articulação apical, mais precisamente /t̺/. Entre falantes jovens se parece com o t inglês. A tabela as sonoras aspiradas e glotalizadas como elementos simples; Oswalt analisa as mesmas como sequências de sonorantes mais /h/ or /ʔ/, das quais frequentemente derivam.
|                |               | Labial | Dental  | Alveolar | Palatal  | Velar | Uvular | Glotal |
| -------------- | ------------- | ------ | ------- | -------- | -------- | ----- | ------ | ------ |
| Plosiva        | Plana surda   | p      | t [t̻]   | ṭ [t̺]    | c [t͡ʃ]   | k     | q      | ʔ      |
| Plosiva        | Aspirada      | pʰ     | tʰ [t̻ʰ] | ṭʰ [t̺ʰ]  | cʰ [t͡ʃʰ] | kʰ    | qʰ     |        |
| Plosiva        | Ejetiva       | pʼ     | tʼ [t̻ʼ] | ṭʼ [t̺ʼ]  | cʼ [t͡ʃʼ] | kʼ    | qʼ     |        |
| Plosiva        | Sonora        | b      |         | d [d̺]    |          |       |        |        |
| Fricativa      | Surda         | (f)    |         | s        | š [ʃ]    |       |        | h      |
| Fricativa      | Ejetiva       |        |         | sʼ       |          |       |        |        |
| Nasal oclusiva | Fonação plana | m      |         | n        |          |       |        |        |
| Nasal oclusiva | Aspirada      | mʰ     |         | nʰ       |          |       |        |        |
| Nasal oclusiva | glotalização  | mʼ     |         | nʼ       |          |       |        |        |
| Aproximante    | Fonação plana | w      |         | l (r)    | y [j]    |       |        |        |
| Aproximante    | Aspirada      | wʰ     |         | lʰ (rʰ)  | yʰ [jʰ]  |       |        |        |
| Aproximante    | glotalizada   | wʼ     |         | lʼ (rʼ)  | yʼ [jʼ]  |       |        |        |

As consoantes /f, r/ só existem em palavras de origem estrangeiras; em função da influência do inglês, as palavras originárias do russo e do espanhol recebem pronúncia como /r/ como em inglês americano. As sonoras /b, d/ são a percepção de /mʼ, nʼ/ na posição antes de vogal.